# Alex Muralha
Alex Roberto Santana Rafael, genannt Alex Muralha, (* 10. November 1989 in Três Corações) ist ein brasilianischer Fußballspieler.

## Verein

### Anfänge
Alex Muralha startete seine Laufbahn im Nachwuchsbereich des Paraná Clube aus Curitiba. Seinen ersten Profivertrag erhielt er 2009 beim Óle Brasil FC aus Ribeirão Preto. Einsätze für diesen Klub bestritt er nicht. Bereits im Folgejahr wechselte Alex Muralha zum Votoraty FC nach Votorantim. Mit diesem bestritt er in der Série A2 der Staatsmeisterschaft von São Paulo. Seinen ersten Einsatz hatte er am 17. Januar 2010 im Auswärtsspiel gegen den AA Flamengo. Des Weiteren kam für den Club zu drei Einsätzen im Copa do Brasil 2010.
Zur Folgesaison 2011 kam Alex Muralha zum Comercial FC aus Ribeirão Preto. Im ersten Jahr schaffte der Klub mit ihm Tor den Wiederaufstieg in die Série A1 der Staatsmeisterschaft nach 25 Jahren. In der Saison kam er auch zu seinem Spitznamen Muralha, auf Deutsch Wand oder Mauer. Im letzten Spiel der Meisterschaft ehrten ihn die Fans mit einer Flagge mit diesem Spitznamen. Von Juni bis Juli 2011 unternahm sein Klub eine Tour nach Europa. Hier wurden drei Spiele in Österreich sowie jeweils eines in Rumänien (Steaua Bukarest 2:2) und Russland (Anschi Machatschkala 2:1-Sieg) bestritten. In diesen Spielen gewann Alex Muralha seine erste internationale Erfahrung, z. B. im Spiel gegen den Kapfenberger SV vor ca. 150 Zuschauern am 6. Juli 2016 oder wie gegen FC Wacker Innsbruck.

### Japan
Anfang 2013 wurde Alex Muralha an den Cuiabá EC in die Série C ausgeliehen. Hier kam er aber zu keinen Einsätzen, wurde die Leihe doch bereits nach 20 Tagen wieder beendet, damit Alex Muralha nach Japan an den Shonan Bellmare in Hiratsuka ausgeliehen werden konnte. Sein erstes Spiel in der J1 League bestritt Alex Muralha am 13. Juli 2017 im Auswärtsspiel gegen Kawasaki Frontale. Er blieb nur ein halbes Jahr bei dem Klub und kehrte im Dezember 2013 nach Brasilien zurück.

### Rückkehr
Alex Muralha schloss sich dem Mirassol FC an, mit dem er wieder Spiele in der Série A2 der Staatsmeisterschaft von São Paulo bestritt. Anschließend erhielt ein Angebot des Figueirense FC, der sich als Tabellenvierter der Série B 2013 für die oberste brasilianische Spielklasse 2014 qualifiziert hatte. In seiner ersten Saison kam er über die Rolle des Reservetorwartes nicht hinaus und kam auf keine Pflichtspieleinsätze. Ab 2015 stand Alex Muralha dann in fast allen Pflichtspielen im Tor. Sein erstes Spiel in der Série A bestritt er am 17. Mai 2015 am zweiten Spieltag im Heimspiel gegen den CR Vasco da Gama. Mit dem Klub gewann er mit der Staatsmeisterschaft von Santa Catarina 2015 seinen ersten Titel. Am 9. Juli 2015 wurde seine vorzeitige Vertragsverlängerung bis 2018 bekannt gegeben. Zwei Monate nach der Vertragsverlängerung, noch während der laufenden Meisterschaftsrunde, wurde das Interesse von Palmeiras São Paulo an Alex Muralha bekannt. Nach Abschluss der Saison wurde er für seine Leistungen mit der Troféu Gustavo Kuerten ausgezeichnet.

### Flamengo
Am 10. Januar 2016 gab der CR Flamengo aus Rio de Janeiro die Verpflichtung von Alex Muralha bekannt. Der Kontrakt erhielt eine Laufzeit über vier Jahre. Gleich in seiner ersten Saison konnte er den Stammtorhüter Paulo Victor verdrängen und spielte regelmäßig. In der Saison gab Alex Muralha mit Flamengo sein Debüt auf internationaler Klubebene. In der Copa Sudamericana 2016 trat er am 1. September im Heimspiel gegen seinen vormaligen Klub Figueirense an. Am Ende seiner ersten Saison bei Flamengo wurde Alex Muralha mit der Troféu Mesa Redonda ausgezeichnet.

### Albirex Niigata
Für die Saison 2018 wurde Alex Muralha an Albirex Niigata ausgeliehen. Mit diesem trat er in der J2 League an. Sein erstes Spiel in der Liga bestritt er am 25. Februar 2018 im Auswärtsspiel gegen Kamatamare Sanuki am ersten Spieltag der Saison 2018. Mit dem Klub belegte er am Saisonende den 16. Platz. Nach Abschluss der Saison kehrte Alex Muralha nach Brasilien zurück.

### Coritiba und Mirassol
Nachdem sich in Reihen von Flamengo weiterhin keine Platz für Alex Muralha gefunden hatte, wurde er zur Saison 2019 an den Coritiba FC ausgeliehen. Der Kontrakt erhielt eine Laufzeit bis Dezember 2019. In dem Klub konnte er sich als Stammtorhüter durchsetzen. Auch die Saison 2020 verblieb Muralha als Leihe bei dem Klub. Obwohl er seinen Platz als Stammtorhüter verloren hatte, wechselte er Anfang Januar 2021 fest zu Coritiba. Er sollte hier die Rolle eines Reservetorwartes einnehmen. Nachdem Muralha im Februar das Angebot des Mirassol FC bekam mit diesem in der Staatsmeisterschaft von São Paulo als Stammtorhüter anzutreten, erhielt er von Coritiba die Freigabe und konnte ablösefrei wechseln. Muralha erreichte mit dem Klub das Halbfinale, dabei er bestritt alle 14 Spiele. Zur Austragung der nationalen Meisterschaft kehrte er wieder zu Coritiba zurück. Der Kontrakt erhielt eine Laufzeit bis Jahresende 2023. Im Februar 2023 wurde der Spieler bis Ende des Jahres an den Mirassol FC ausgeliehen. Zur Saison 2024 wurde er wieder fest von dem Klub übernommen.

## Nationalmannschaft
Zur Vorbereitung auf die Fußball-Weltmeisterschaft Qualifikationsspiele im September 2016 wurde Alex Muralha von Nationaltrainer Tite in den Kader berufen. Zu Einsätzen kam er aber nicht. Weitere Berufungen erfolgten im Oktober 2016 sowie im Januar 2017. Die Berufung Anfang 2017 fand für ein Freundschaftsspiel gegen Kolumbien statt. Berufen waren ausschließlich Spieler die in Brasilien aktiv waren, da das Spiel außerhalb des regulären Zeitraumes der FIFA für Länderspiele stattfand. Alex Muralha nahm erstmals aktiv im Kader teil, wenn auch nur auf der Reservebank.

## Privates

### Zeitungsmagazin Extra
Am 1. September 2017 berichtete das Zeitungsmagazin Extra auf seiner Titelseite, dass es Alex Muralha künftig nicht mehr Muralha nennen würde, da er sich diesen Namen nicht mehr verdiene. Die Zeitschrift begründete dieses mit journalistischen Genauigkeit. Der Artikel veranlasste den Präsidenten sowie seine Mitspieler Stellung zu nehmen und Alex Muralha ihre Unterstützung auszusprechen.

### Strom-Diebstahl
Im Oktober 2017 wurde bekannt, dass Alex Muralha in einen Strom-Diebstahl verwickelt sein soll. Der Stromlieferant für die Wohnanlage, in welcher sich sein Apartment befindet, hatte festgestellt, dass zehn Wohnungen nicht mit Messgeräten ausgestattet waren, darunter auch die von Alex Muralha. Dieser konnte aber nachweisen, dass er wiederholt den Lieferanten angeschrieben hatte, um ein entsprechendes Gerät installiert zu bekommen.

## Erfolge
Figueirense
- Staatsmeisterschaft von Santa Catarina: 2015

Flamengo
- Staatsmeisterschaft von Rio de Janeiro: 2017

Coritiba
- Staatsmeisterschaft von Paraná: 2022

## Auszeichnungen
Figueirense
- Troféu Gustavo Kuerten: 2015[25]

Flamengo
- Troféu Mesa Redonda: 2016[26]